# St. Christophorus (Vörden)

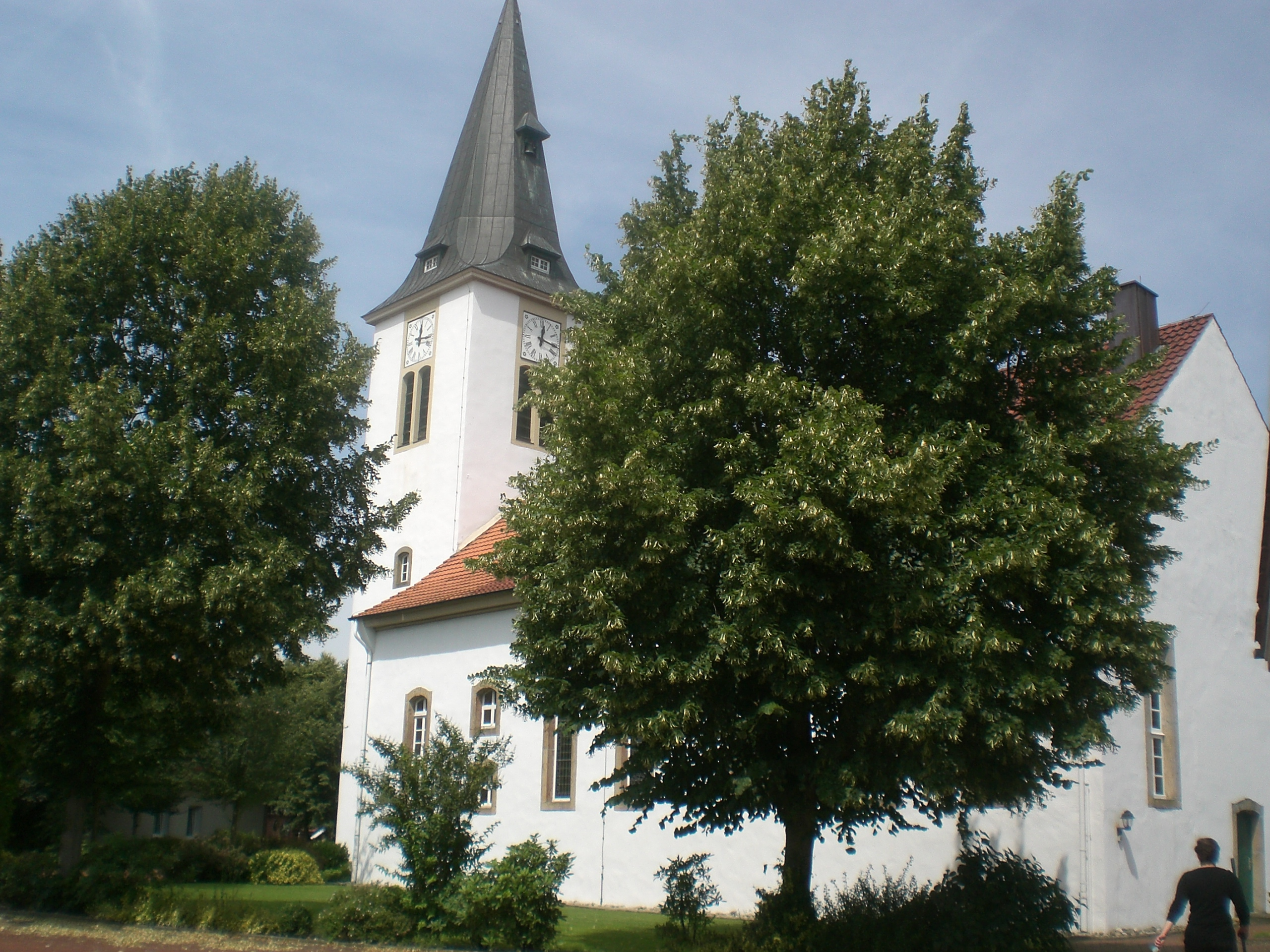
Ansicht von Südosten

St. Christophorus in Vörden, Gemeinde Neuenkirchen-Vörden, ist die Pfarrkirche der Evangelisch-lutherischen Kirchengemeinde Vörden, die dem Kirchenkreis Bramsche der Evangelisch-lutherischen Landeskirche Hannovers angehört.

## Baugeschichte und Beschreibung
In Vörden bestand bereits im 14. Jahrhundert eine Kapelle, die zunächst zur Pfarrei Neuenkirchen gehörte, bis sie 1391 zur Pfarrkirche erhoben wurde. 1661 wurde eine neue Kirche erbaut, die 1842 bis auf die Mauern abbrannte.
Unter Verwendung der Außenmauern und des Westturms der Kirche von 1661 wurde ein Neubau errichtet, der 1851 geweiht wurde. Dabei handelt es sich um eine Saalkirche mit rechteckigen Fenstern mit Gewänden aus Sandstein. Die Mauern wurden erhöht und der Turm erhielt einen neuen Helm.
Bis zur Errichtung der katholischen Ortskirche St. Paulus Apostel 1858 diente das Gotteshaus als Simultankirche.
Am 4. November 1923 brannte der Kirchturm durch Funkenflug von einem Gebäudebrand in der Nachbarschaft ab. Die Glocken stürzten ab und wurden zerstört, auch das Kirchenschiff wurde in Mitleidenschaft gezogen. 1924 wurde der Kirchturm wiederaufgebaut.

## Ausstattung
Die Ausstattung stammt überwiegend aus der Mitte des 19. Jahrhunderts. Aus früherer Zeit ist noch eine Grabplatte von 1559 erhalten. Die Kirche ist mit Seitenemporen und einer Orgelempore ausgestattet.
Orgel
Die Orgel geht zurück auf ein Instrument, das 1852 von den Orgelbauern Gebr. Haupt (Ostercappeln) erbaut wurde. Das Schleifladen-Instrument hatte 14 Register auf zwei Manualen und Pedal. 1917 mussten die Prospektpfeifen zu Kriegszwecken abgegeben werden. Sie wurden 1923 durch Zinkpfeifen ersetzt. 1958 wurde das Instrument durch den Orgelbauer Hans Wolf (Verden) tiefgreifend umgebaut; die Balganlage wurde entfernt, die komplette Spielmechanik erneuert, und die Disposition verändert. 1986–1987 wurde das Instrument durch den Orgelbauer Kreienbrink (Osnabrück) restauriert. Das Instrument wurde weitgehend auf den technischen und klanglichen Ursprungszustand zurückgeführt. Es hat einen neugotischen Prospekt mit fünf klingenden Pfeifenfeldern. Hinter den mittleren Prospektfeldern ist das zweite Manualwerk untergebracht. Das Hauptwerk steht in C- und Cis-Lade aufgeteilt an den beiden Außenseiten, das Pedal ist an der Rückwand untergebracht. Der Spielschrank ist frontal eingebaut; die Registerzüge befinden sich beidseitig neben dem Notenpult. Das Schleifladen-Instrument hat heute 14 Register auf zwei Manualwerken und Pedal. Die Spiel- und Registertrakturen sind mechanisch.
| I Hauptwerk C–f3 |              |     |
| 1.               | Bordun       | 16′ |
| 2.               | Principal    | 8′  |
| 3.               | Gedackt      | 8′  |
| 4.               | Oktav        | 4′  |
| 5.               | Pyramidflöte | 4′  |

| (Fortsetzung) |          |    |
| 6.            | Octav    | 2′ |
| 7.            | Mixur IV |    |
| 8.            | Trompete | 8′ |

| II Brustwerk C–f3 |             |    |
| 9.                | Rohrflöte   | 8′ |
| 10.               | Doppelflöte | 4′ |
| 11.               | Spitzflöte  | 2′ |
| 12.               | Cymbel III  |    |

| Pedal C–d1 |             |     |
| 13.        | Subbass     | 16′ |
| 14.        | Doppelflöte | 8′  |

- Koppeln: Manualkoppel II/I (als Tritt), Pedalkoppel I/P (als Tritt)

Glocken
Im Turm befindet sich ein dreistimmiges Glockengeläut, dessen Glocken alle in der Glocken- und Kunstgießerei Rincker aus dem hessischen Sinn gegossen wurden.
| Glocke | Gussjahr | Gewicht | Schlagton | Inschrift |
| ------ | -------- | ------- | --------- | --- |
| 1      | 1957     | 1850 kg | dis'      | „Also hat Gott die Welt geliebt, dass er seinen eingeborenen Sohn gab, auf dass alle, die an ihn glauben, nicht verloren werden, sondern das ewige Leben haben.“ |
| 2      | 1957     | 1150 kg | fis'      | „O Land, Land, Land , höre des Herrn Wort!“ |
| 3      | 1925     | 0720 kg | gis'      | „Dient dem Herrn mit Freuden!“ |